# Moustapha Fahmi Pacha
Mustafa Fahmi Pacha (en arabe : مصطفى فهمي باشا), né le 11 juin 1840 et mort le 13 septembre 1914, était un homme politique égyptien et deux fois Premier ministre de l'Égypte.

## Biographie
Il est né en Crète en 1840 au sein d'une famille turque qui s'était auparavant installée en Algérie. Son père est colonel. Fahmi est diplômé de l'académie militaire.
Après avoir obtenu son diplôme, Fahmi rejoint l'armée égyptienne et devient plus tard lieutenant général. Il prend sa retraite de l'armée et commence à servir en tant que gouverneur dans différentes provinces, dont Minuffiyya, Le Caire et enfin Port Saïd. Après avoir occupé d'autres postes publics peu prestigieux, il est nommé ministre des Travaux publics en 1879. Fahmi occupe ensuite différents postes ministériels : ministre des Affaires étrangères, ministre de la Justice, ministre des Finances (1884-1887), ministre de l'Intérieur (trois fois) et ministre de la Guerre et de la Marine (deux fois).
Fahmi est nommé premier ministre le 12 mai 1891, en remplacement de Riaz Pacha. Fahmi reste en poste pendant près de deux ans et est limogé par le Khédive Abbas II le 15 janvier 1893. Le Khédive le démet de ses fonctions en raison de ses relations avec les Britanniques. Hussein Fahri Pacha remplace Fahmi Pacha au poste de premier ministre.
Le deuxième mandat de Fahmi en tant que Premier ministre débute le 12 novembre 1895 et il remplace Nubar Pacha à ce poste. Fahmi reste en poste jusqu'au 12 novembre 1908, date à laquelle il démissionne et est remplacé par Boutros Ghali.
Fahmi meurt au Caire le 13 septembre 1914.